# 陳懿鍾
陈懿钟（韓語：진의종；1921年12月13日—1995年5月11日），大韩民国第8、9、11、12届国会议员，曾任韓國国务總理（1983-1985）。全罗北道高敞郡出身，本贯驪陽陳氏（여양），号白民(백민)，日本名大原敏亨。

## 生平
1943年京城帝国大学的16届法律系毕业生。同年7月高等文官考试上合格，1945年任日本北海道农务科长。1947年任经济委员会经济企划官。1948年任商工部电政课长。1952年任商工部矿务局长。同年（一说1954年）开办律师事务所。1955年任住宅营团理事。1955年任湖南肥料株式会社专务。1960年8~10月任商工部事务次官。1961年任大韩教育保险株式会社副社长。1962年任蔚山肥料株式会社专务。1964年任韩国电力株式会社副社长。
1971年当选为第八届国会高敞郡新民党议员。1973年当选为第九届国会议员。1979年12月~1980年9月任保健社会部长官。1980年10月任全斗焕设立的“国家安全立法会议”议员。1981年3月当选为第十一届国会议员，同年任韩日议员联盟副会长。1982年任民主正义党政策委员会议长、中央执行委员会委员、代表委员。同年任韩国新西兰友好协会会长。1983年任民主正义党中央执行委员会常务委员会委员、代表委员。同年10月任代理国务总理，同年10月~1985年2月任国务总理。1984年11月在总理办公室因脑溢血而晕倒，由副总理兼经济企划院长官申秉铉代理总理。1985年当选为第十二届国会议员，任民主正义党常任顾问。曾获青条勤政勋章。
2008年被民族问题研究所选定的《亲日人名辞典》收录预定列入部门官员名单。

## 著作
- 《白民论集》